# Gordan Firić
Gordan Firić, né le 1er septembre 1970, à Vareš, en République socialiste de Bosnie-Herzégovine, est un joueur et entraîneur bosnien de basket-ball. Il évolue durant sa carrière aux postes d'arrière et d'ailier.